# 格朗当斯省
格朗当斯省（法語：Grand'Anse，發音：[ɡʁɑ̃tɑ̃s]，發音：[ɡɣãtãs]）是海地的10個省之一，位於該國西南部，首府設於熱雷米，東鄰尼普斯省，南毗東南省，面積1,912平方公里，下分3縣，2015年人口468,301，人口密度為每平方公里240人。
18°40′00″N 74°07′00″W / 18.6667°N 74.1167°W
1. ↑  . hdi.globaldatalab.org.   [2018-09-13]. （原始内容存档于2018-09-23） （英语）.